# The Rainband
I The Rainband sono un gruppo indie rock di Manchester, in Inghilterra, formato nel 2010 dal cantante Martin Finnigan e dal chitarrista Phil Rainey.   

## Storia
Il gruppo nacque su iniziativa del cantante Martin Finnigan e dal chitarrista Phil Rainey a cui poi si aggiunsero il batterista Steve Irlam e il bassista Joe Wilson, che lasciò il gruppo per insegnare a Bristol, ritornando poi nel 2012 come chitarrista. Successivamente si aggiunse il bassista Sam Wilson, fratello di Joe.
Nel 2010 scrissero la colonna sonora per un libro,  chiamato “Broken Youth”, scritto dall'autrice locale Karen Woods. La band suonò questo pezzo durante un'esibizione su Sky Tv. A seguito di questa apparizione, fecero un tour nel Regno Unito e ottennero un contratto con la Affinity Records, etichetta discografica indipendente di Manchester.
L'anno seguente la band fu scelta dai Simple Minds come gruppo spalla per il tour estivo, e realizzò il suo EP di debutto The Prodigal da cui furono estratti i singoli Broken Youth, She's a Rainbow e The Prodigal con la collaborazione con Rowetta degli Happy Mondays. Dopo un tour nel Regno Unito per promuovere l'EP, furono scelti per aprire i concerti dei Charlatans.
Dopo la morte di Marco Simoncelli la band scrisse il brano Rise again dedicato alla sua memoria, i cui profitti sarebbero stati donati alla Fondazione Simoncelli. Per il singolo ebbero la collaborazione al piano del campione del mondo di Superbike James Toseland. Il video clip fu girato a Coriano, e fece il suo debutto alla nona posizione nella Classifica dei single indipendenti. La canzone fu presentata, con James Toseland al piano, di fronte ad un pubblico di oltre 60.000 a Silverstone nel giugno del 2012 al MotoGP di Silverstone. 
Nel 2013 pubblicarono il loro secondo EP Fire.
Nel 2014, The Rainband hanno aperto i concerti del Caustic Love Tour di Paolo Nutini.
Nel 2016 è stato pubblicato dalla Relay Music il loro disco d'esordio Satellite sunrise, anticipato dal singolo Storm; a supporto del disco fecero un tour in UK, Francia, Spagna e Italia. Il 19 maggio dello stesso anno hanno presentato il disco su Rai Radio 1 all'interno della trasmissione King Kong. Del 2018 è invece il secondo disco, The Shape of Things to Come.

## Formazione
- Martin Finnigan – voce
- Phil Rainey - chitarra
- Joe Wilson - chitarra
- Sam Wilson - basso
- James Cowell - batteria

## Discografia

### Album in studio
- 2016 – Satellite Sunrise
- 2018 – The Shape of Things to Come

### Extended play
- 2011 – The Prodigal
- 2011 – The Prodigal Deluxe
- 2013 – Fire
- 2014 - Sirens

### Singoli
- 2010 – Broken Youth
- 2011 – She’s A Rainbow
- 2011 – The Prodigal feat. Rowetta
- 2012 – Rise Again feat. James Toseland
- 2013 – World We Seek
- 2013 – Fire
- 2014 - Sirens
- 2014 - Built For Change